# ایدا فروند
ایدا فروند (انگلیسی: Ida Freund؛ زاده ۱ مارس ۱۸۶۳ درگذشته ۱۹۱۴ (۵۰−۵۱ سال)) یک شیمی‌دان اهل استرالیا بود.
او به‌خاطر تأثیرش بر تدریس علوم، به‌ویژه آموزش زنان و دختران، شهرت دارد. او دو کتاب درسی کلیدی شیمی نوشت و ایده پخت کیک های جدول تناوبی و همچنین اختراع لوله اندازه گیری گاز که به نام او نامگذاری شد را اختراع کرد.